# Македонски културен дом (София)
Македонският културен дом е основна сграда на македонската емиграция в София и заедно с прилежащото му кино „Македония“ е паметник на културата от национално значение.
Намира се на улица „Пиротска“ № 5. Разположена е на площ от 1400 m2, на 5 етажа, със 75 стаи, с партерни магазини, два обширни и един малък салон. Днес в нея се помещават централата на ПП „ВМРО – Българско национално движение“, Македонският научен институт, антикварна книжарница и други. Собственост е на частна фондация „ВМРО“, регистрирана в Пазарджик.

## История
Идеята за построяване на обща сграда на македонската емиграция в София се приема при учредяването на Македонския научен институт през 1923 година, в която е предвидено да се приюти и етнографско-исторически музей и библиотека. Началото на изграждането е поставено през 1929 година. Над 150 000 лева за построяването на сградата дарява Димче Хаджикочов, а през 1936 година 500 000 лева са отпуснати за строежа от Благотворителната посмътна каса към Илинденската организация. Общата стойност на строежа е 17 милиона лева.
След построяването на сградата (март-април 1936 година) в нея се помещават Илинденската организация, Македонският научен институт и други. В сградата е изложена и урната с останките на Гоце Делчев. Останките му и голяма част от събраните колекции след 1944 са предадени на Титова Югославия. 
След разформироването на МНИ сградата се използва от Дружество „Гоце Делчев“, чийто дългогодишен председател е Владимир Иванов (Кузман Караджов е подпредседател на дружеството в периода 1945 – 1973 година). По това време организацията следва тясната партийна линия, която не е патриотична. На 18 май 1977 година Политбюро на БКП изисква базите, ансамблите, средставата и наличния състав на дружеството да минат под опеката на Националния комитет на Отечествения фронт. Сградата е преименувана на Културен дом „Владимир Поптомов“, а за неин директор е назначен Христо Тенев, заменен по-късно от полковник Иван Караянев. Промените от 1977 година възстановяват част от секциите и братствата - кукушко, прилепско, дебърско, кичевско, серско, солунско, крушевско, охридско-стружко, велешко-щипско, леринско-кайлярско, скопско, костурско, гевгелийско, битолско и туристическо. Председателите на братствата и председателят на дружество „Гоце Делчев“ формират клубен съвет, който изготвя годишна програма за дейността на културния дом. През юни 1985 година клубът е оглавен от професора от Софийския университет Димитър Гоцев, който започва да го реформира. Освен него в ръководството влизат Христо Тенев като заместник, Ангел Ангелов (Джендема) като секретар и Огнян Добрев като библиотекар. Дълги години организацията издава научното списание „Бюлетин на Съюза на македонските културно-просветни дружества в България“.
След демократичните промени от 1989 година сградата се използва от организацията „ВМРО – Съюз на македонските дружества“, регистрирана като политическа партия през 1999 година с името „ВМРО – Българско национално движение“.